# Мечеть Зейнеп-султан
Мечеть Зейнеп Султан (тур. Zeynep Sultan Camii) — мечеть в Стамбулі, побудована в 1769 архітектором Мехмет Тахіром-агою для дочки Ахмеда III Зейнеп Асіме Султан. За своїм архітектурним стилем та використаними при будівництві матеріалами нагадує візантійську церкву.

## Історія
Мечеть знаходиться на вулиці Алемдар Каддесі біля парку Гюльхане та собору Святої Софії.
При мечеті знаходиться мектебе (початкова школа) та поховання двох Великих візирів імперії Османа Алемдар Мустафа-паші та чоловіка Зейнеп Асіме Султан — Мелек Мехмед-паші.
Мечеть прикрашає фонтан із павільйоном (себіль) султана Абдул-Хаміда I.